# Heroes (singel Davida Bowiego)
„Heroes” – ballada rockowa napisana przez Davida Bowiego i Briana Eno. We wrześniu 1977 roku wydana została na singlu promującym eponimiczny album „Heroes” (opublikowany w październiku).

## Geneza utworu
Według popularnej legendy inspiracją do napisania piosenki była para kochanków spotykająca się w cieniu berlińskiego muru obserwowana przez Bowiego z okna studia nagraniowego Hansa Studios. W rzeczywistości Mur Berliński nie był widoczny z okien tego studia. Piosenka jest zazwyczaj interpretowana jako opowieść o rozpaczy i determinacji.
Piosenka nagrana została przez Bowiego w lecie 1977 roku. Oprócz samego muzyka (który śpiewa, gra na gitarze, saksofonie i instrumentach klawiszowych, w utworze tym grają także Brian Eno (syntezatory) i Robert Fripp (gitara).

## Popularność
W 2004 utwór został sklasyfikowany na 46. miejscu listy 500. utworów wszech czasów amerykańskiego magazynu Rolling Stone.
Na angielskiej liście przebojów utrzymała się łącznie przez 8 tygodni dochodząc do 24. miejsca.

## Wersje singla
Jako singel została wydana w trzech różnych wersjach językowych – po angielsku (jako „Heroes”), po niemiecku (jako „Helden”) i po francusku (jako „Héros”).

## Inne wersje
Do tej pory utwór został nagrany przynajmniej w 18. innych wersjach, m.in. przez takich artystów jak Nico, Blondie, Oasis, Philip Glass, The Wallflowers, Peter Gabriel, King Crimson czy Icehouse. W 2010 roku singiel z coverem wykonanym przez finalistów brytyjskiej edycji programu telewizyjnego The X Factor dotarł do miejsca 1. wyspiarskiego zestawienia UK Singles Chart.

### Koncert pamięci Freddiego Mercury’ego
David Bowie wykonał ten utwór 20 kwietnia 1992 na koncercie poświęconym pamięci Freddiego Mercury’ego. Na scenie towarzyszyli mu pozostali członkowie zespołu Queen: John Deacon, Roger Taylor, Brian May oraz Mick Ronson.

## Nawiązania do utworu
Utwór pojawił się w filmie Christiane F. – My, dzieci z dworca Zoo (1981), Godzila (1998; w wykonaniu The Wallflowers), The Parole Officer (2001), Jojo Rabbit (2019) oraz The Perks of Being a Wallflower (2012). W filmie Moulin Rouge! (2001) został wpleciony w "Elephant Love Medley". Utwór wykorzystano również w reklamie telewizyjnej Microsoftu promującej system operacyjny Windows.